# 서유여
서유여(徐有畬, 1792년 - 1879년)는 조선의 문신이다. 본관은 대구, 자는 낙삼(樂三), 시호는 문경(文景)이다. 증조할아버지는 도사 서종업(徐宗業), 할아버지는 첨지사 서명헌(徐命憲), 아버지는 도승지 서미수(徐美修)이며, 부인은 이조원(李肇源)의 딸인 연안 이씨(延安李氏)이다.

## 생애
서유여는 1813년(순조 13년)에 진사(進士)에 합격하였고, 1831년(순조 31년)~1854년(철종 5년) 사이에 안의현감(安義縣監 - 종6품), 영양현감(英陽縣監 - 종6품), 밀양부사(密陽府使 - 종3품)와, 오위부호군(五衛府護軍 - 종4품) 관직을 지냈다.
1873년(고종 10년)에는 소과회방(小科回榜)에 가자되어 참판(參判)이 되었고, 1876년(고종 13년)에 특명으로 자헌대부(資憲大夫 - 정2품)와 공조판서(工曹判書 - 정2품)가 되었다.

## 가족 관계
- 고조할아버지: 서문택(徐文澤)
  - 증조할아버지: 서종업(徐宗業)
    - 할아버지: 서명헌(徐命憲)
      - 아버지: 서미수(徐美修)
        - 서제: 서유도(徐有峹)
        - 서제: 서유심(徐有審)

      - 부인: 이조원의 딸
        - 아들: 서승보(徐承輔)
        - 아들: 서운보(徐雲輔)